# Pöttelsdorf
Pöttelsdorf (ungarisch Petőfalva) ist eine Gemeinde mit 765 Einwohnern (Stand 1. Jänner 2024) im Bezirk Mattersburg im Burgenland in Österreich.

## Geografie
Die Gemeinde Pöttelsdorf stellt eine Talsiedlung entlang des Wulka-Tals dar, ein Teil des Gebiets erhebt sich im Süden sanft gegen den Marzer Kogel und bildet das traditionelle Weinbaugebiet.
Der Altlauf der Wulka wurde wiederhergestellt; das Wulka-Biotop ist ein Hochwasserrückhaltebecken, das umweltschonend in die Natur eingebettet wurde und den landschaftlichen Reiz mit seiner Tier- und Pflanzenwelt noch zusätzlich bereichert.
Nachbargemeinden:
| Sigleß      | Krensdorf                                   |                    |
|             | Kompassrose, die auf Nachbargemeinden zeigt | Zemendorf-Stöttera |
| Mattersburg |                                             |                    |

## Geschichte
Vor Christi Geburt war das Gebiet Teil des keltischen Königreiches Noricum und gehörte zur Umgebung der keltischen Höhensiedlung Burg auf dem Schwarzenbacher Burgberg. Später lag das heutige Pöttelsdorf in der römischen Provinz Pannonia.
Im Jahr 1926 wurde beim Brunnenschlagen ein Frauenskelett gefunden. Anhand der Grabbeigaben – ein Bronzearmreif und zwei Tongefäße – lässt sich das Grab in die Frühlatènezeit (~380 v. Chr. – 280 v. Chr.) datieren. Die Körperbestattung eines jungen Mannes, ebenfalls aus der Frühlatènezeit, wurde 1984 im Rahmen einer Notgrabung durch Karl Kaus vom Landesmuseum Burgenland geborgen. An einem Löss-Abhang im Westen des Ortes gelegen, wurde es beim Graben auf dem ehemaligen katholischen Friedhof entdeckt. Grabbeigaben waren ein hallstattzeitliches Bronzesieb, einige verschieden große Flaschen, eine Schale im Braubacher Stil und zwei Fibeln. Dass es sich bei dem Bestatteten um einen Krieger handeln dürfte, zeigen die beigegebenen Eisenwaffen, eine Lanzenspitze und ein beschädigtes Schwert mit Scheide. Das Bronzesieb wurde offenbar aus einer ostalpinen hallstattzeitlichen Tasse gefertigt, was auf einen Weiterbestand langlebiger älterer Traditionen schließen lässt.

Pöttelsdorf (Mitte unten) um 1880 (Aufnahmeblatt der Landesaufnahme)
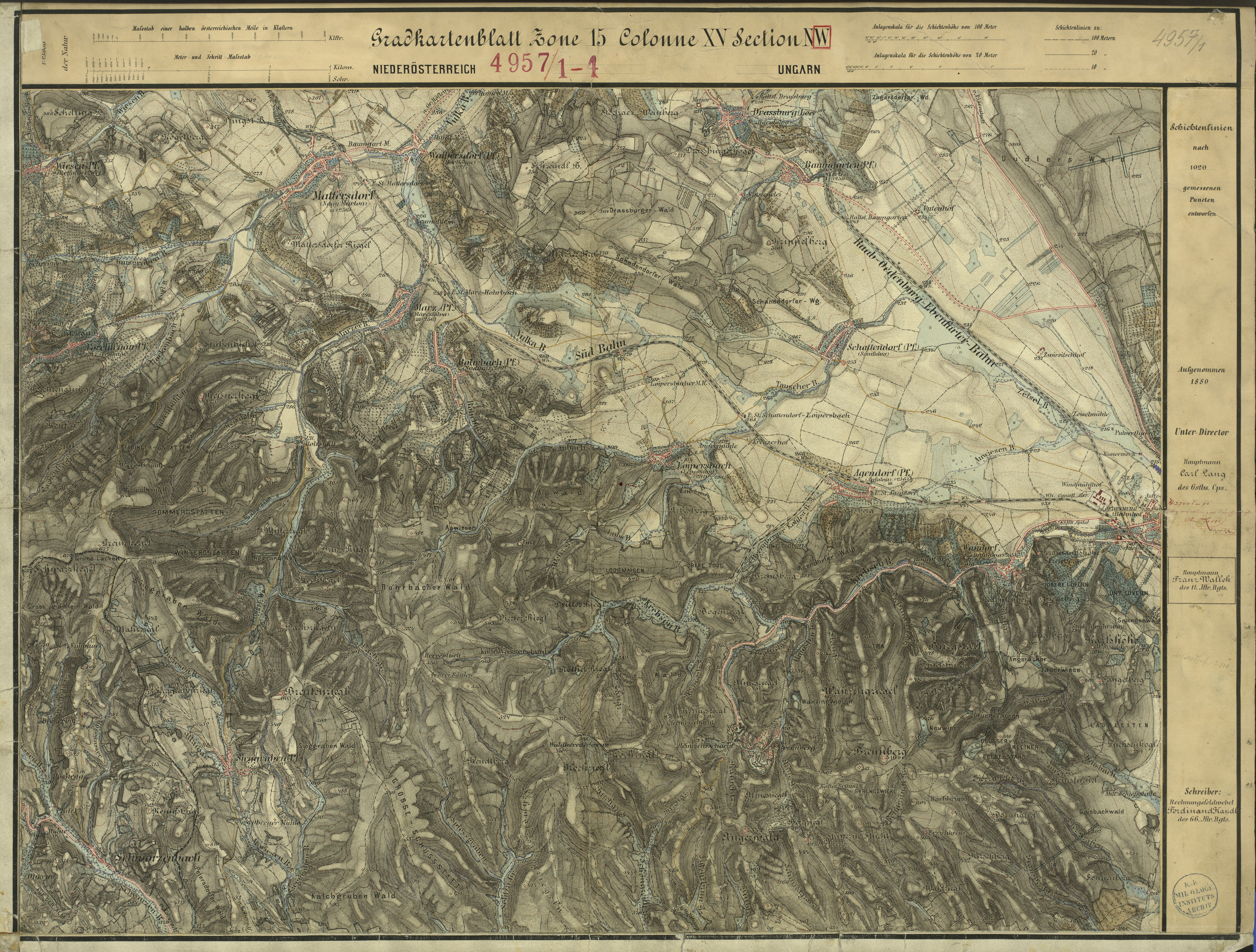
Südliche Umgebung von Pöttelsdorf: Mattersburg, Baumgarten und Draßburg

Der Ort gehörte wie das gesamte Burgenland bis 1920/21 zu Ungarn (Deutsch-Westungarn). Seit 1898 musste aufgrund der Magyarisierungspolitik der Regierung in Budapest der ungarische Ortsname Petőfalva verwendet werden.
Der Ort gehört seit 1921 zum neu gegründeten Bundesland Burgenland.

### Bevölkerungsentwicklung
Die Gemeinde hat eine leicht negative Geburtenbilanz aber eine starke Zuwanderung, sodass die Einwohnerzahl ansteigt.

## Kultur und Sehenswürdigkeiten
- Evangelische Pfarrkirche Pöttelsdorf: Der neugotischer Kirchenbau wurde 1900/1901 nach den Plänen des Architekten Ludwig Schöne erbaut.

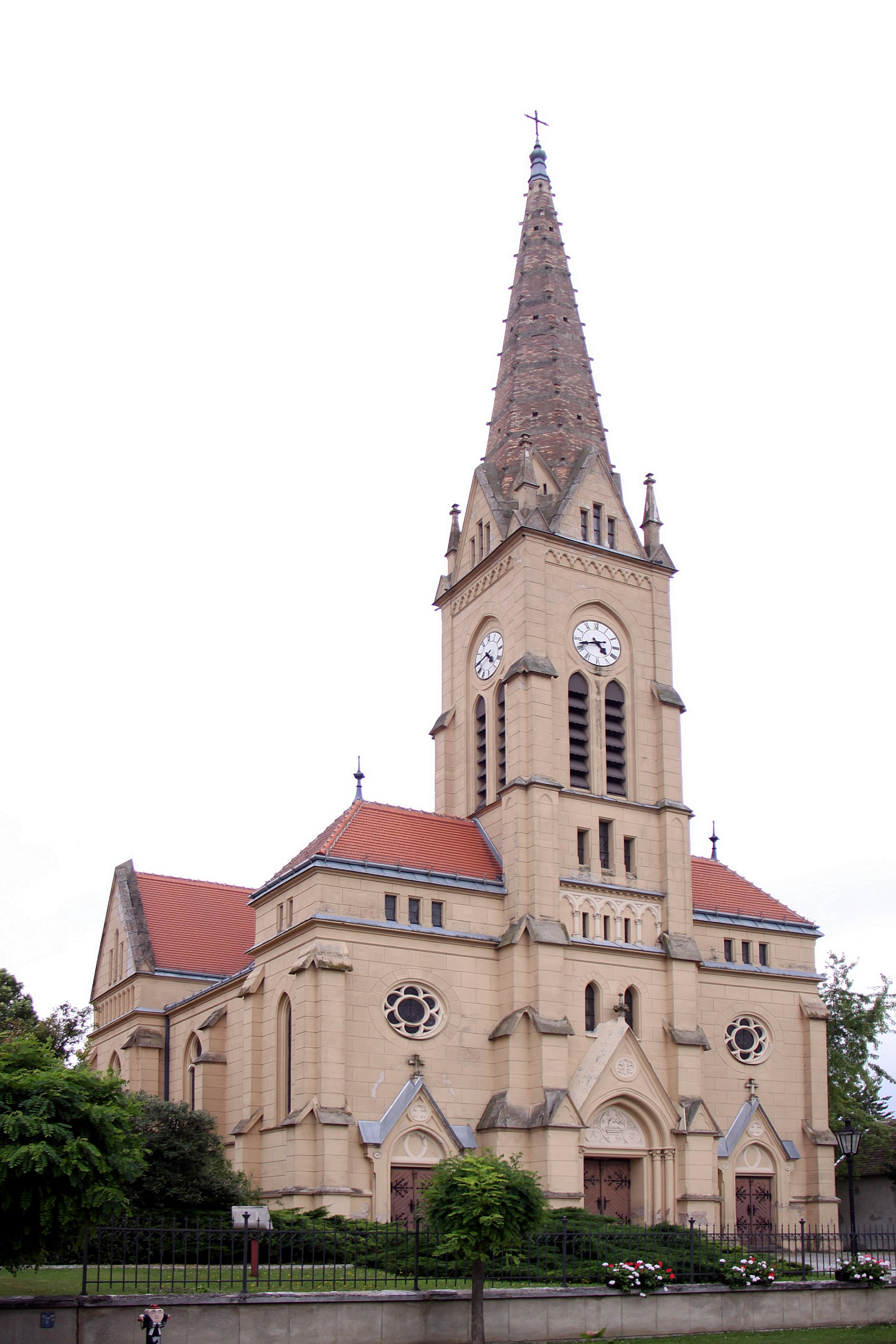
Monumentalbau der evangelischen Pfarrkirche A.B.
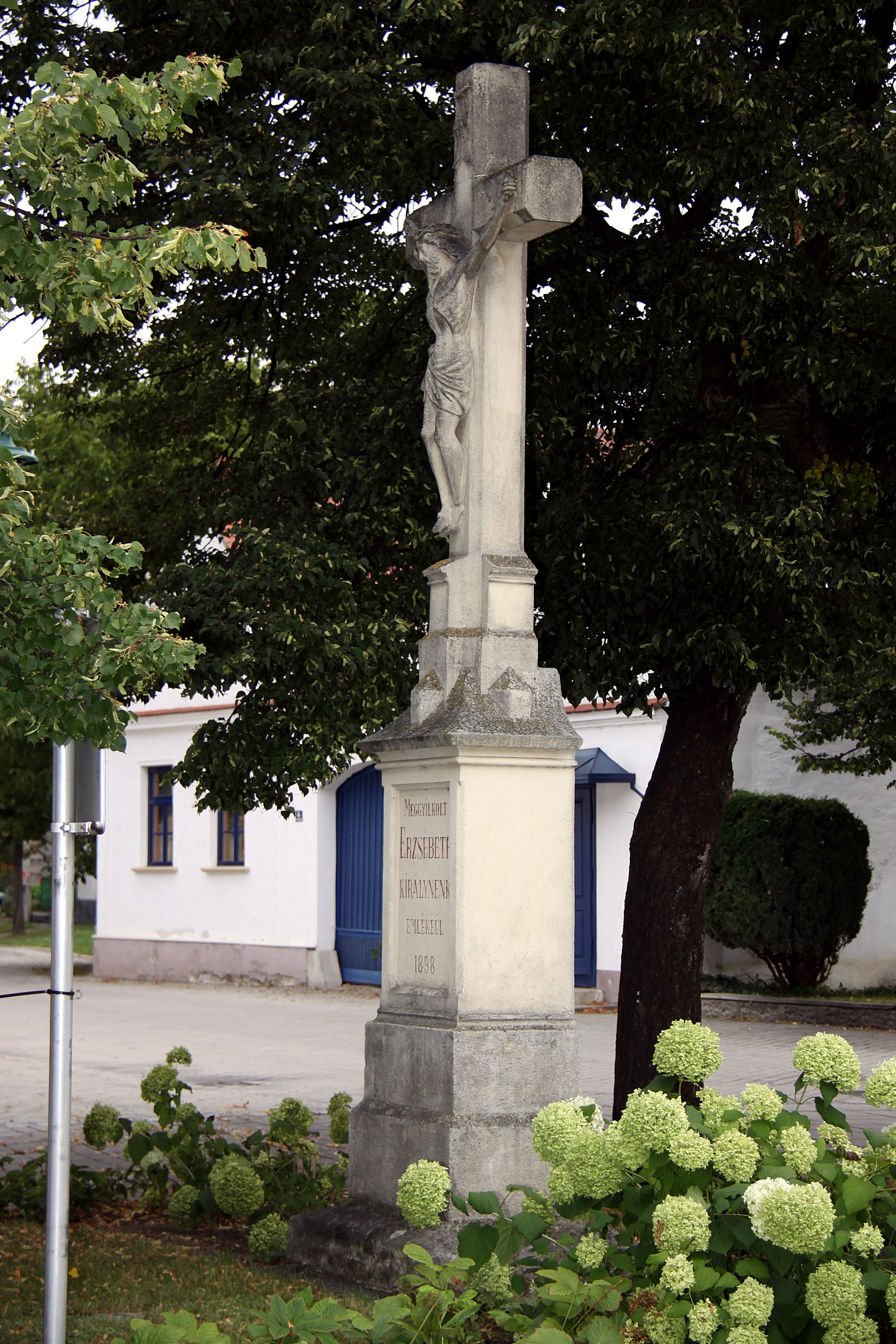
Elisabethkreuz zum Gedenken an die Ermordung von Kaiserin Sissi
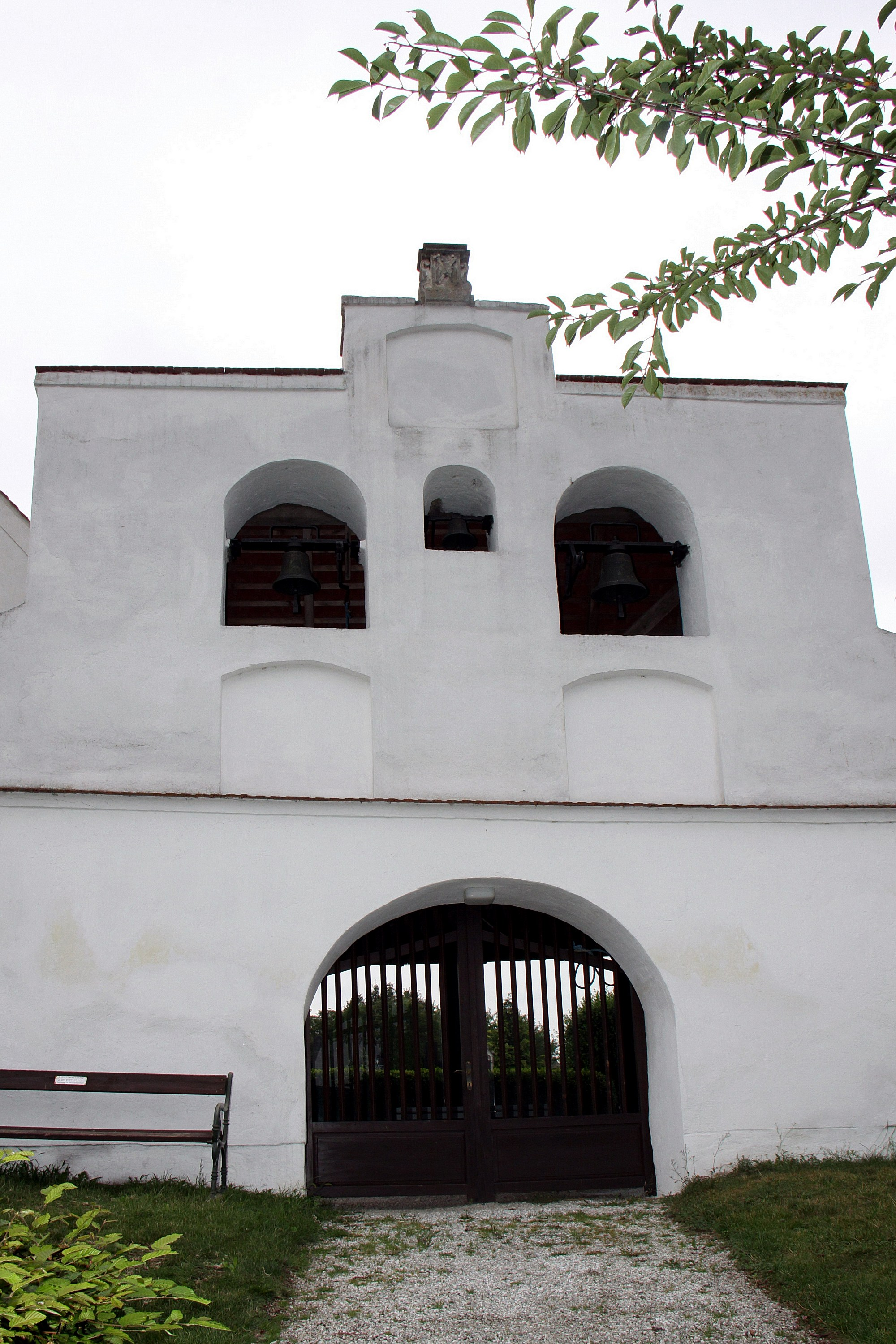
Portal zur katholischen Filialkirche und Friedhof
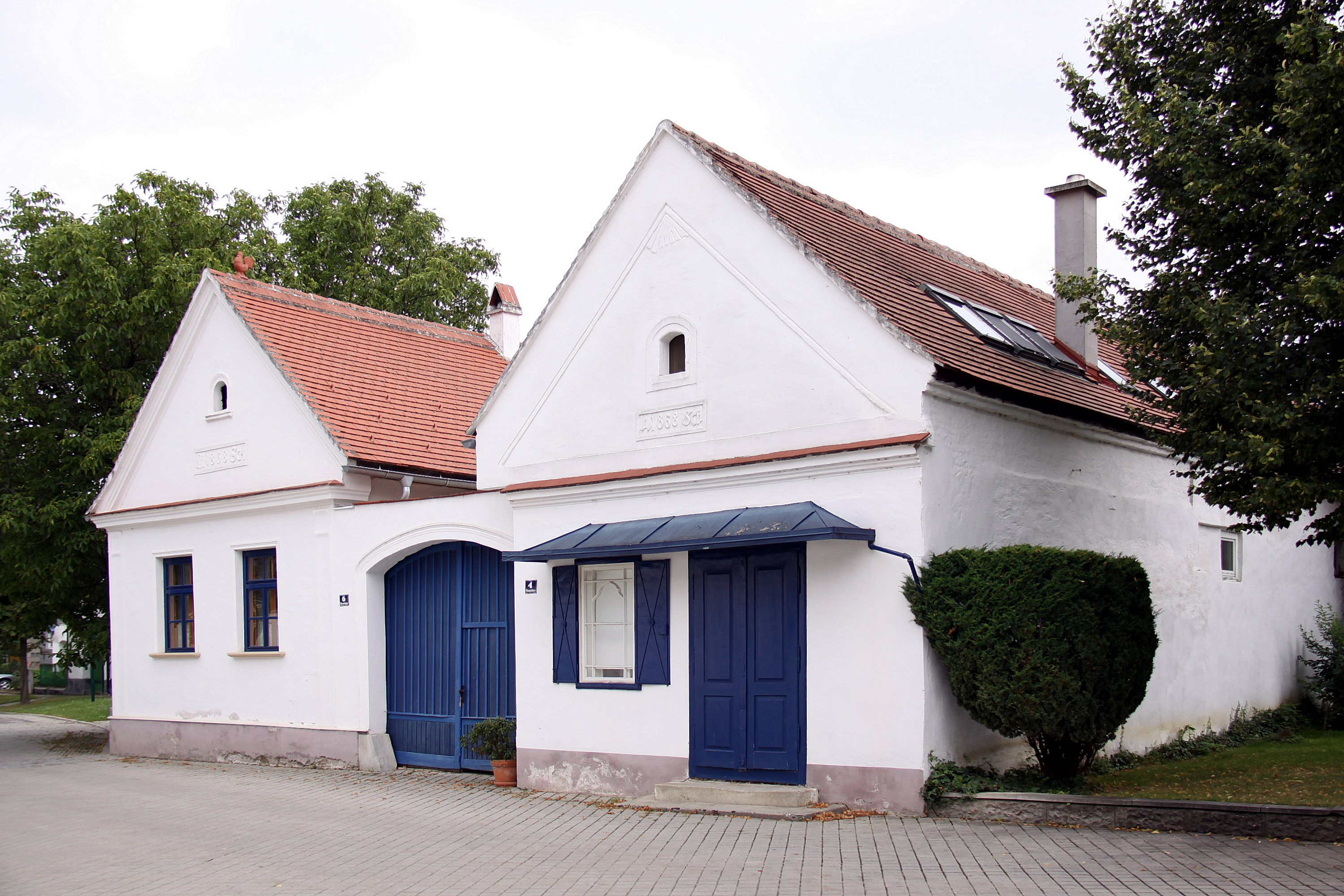
Denkmalgeschütztes altes Doppelhaus aus 1868 am Hauptplatz
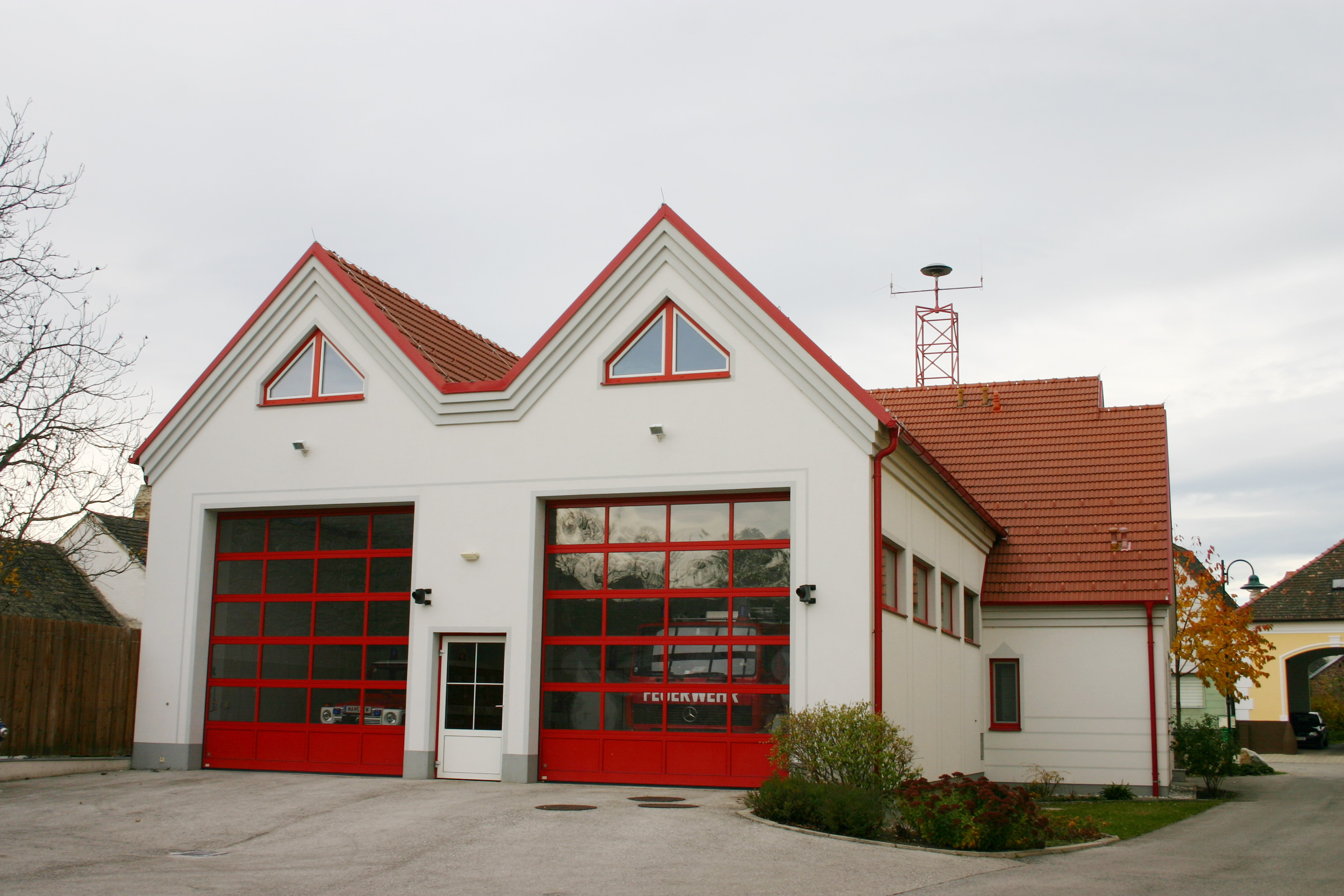
Neues Gebäude der Freiwilligen Feuerwehr
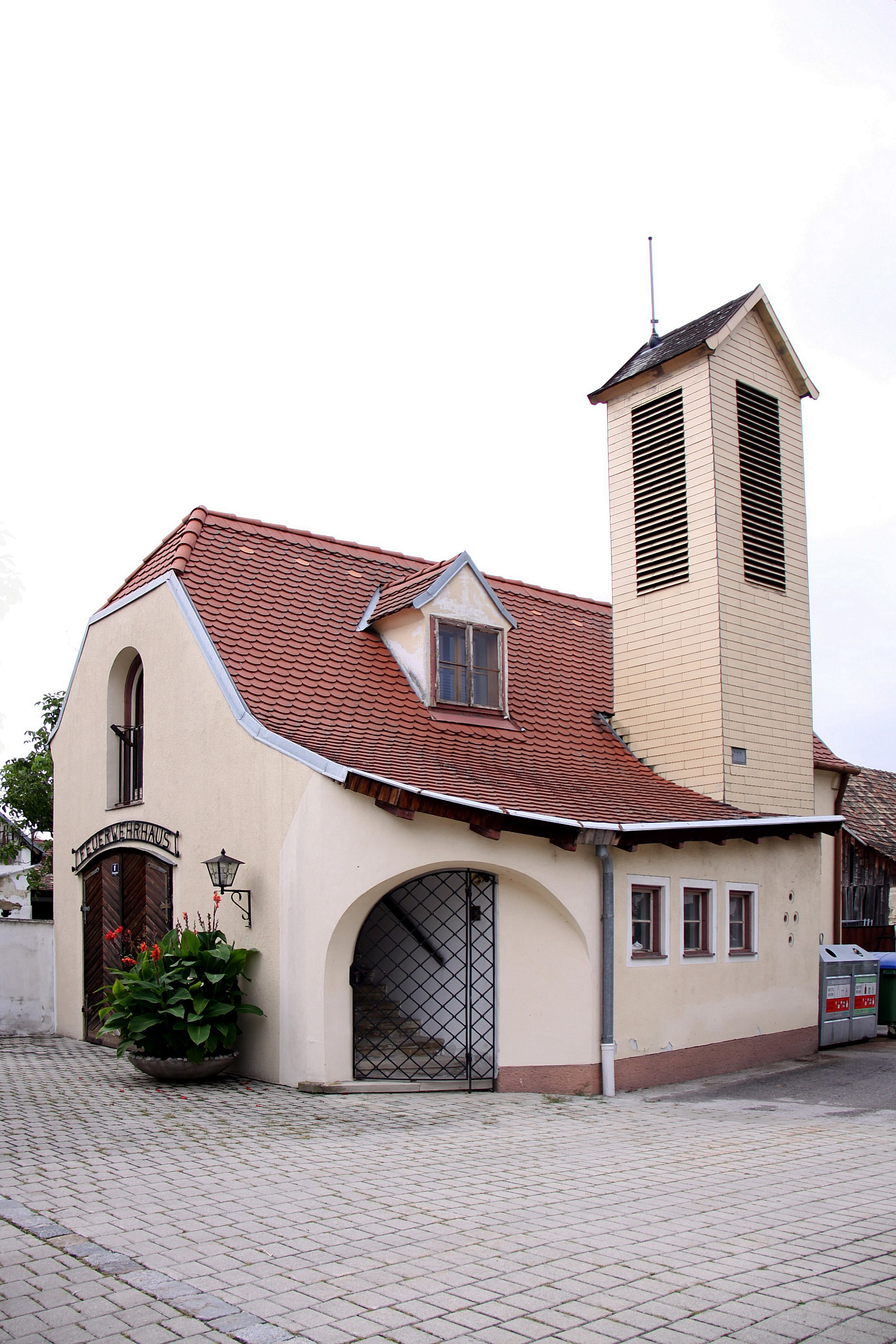
Das alte Feuerwehrhaus aus 1952

## Natur
- Naturpark Rosalia-Kogelberg: 7770 Hektar groß, im Jahr 2006 offiziell von der Landesregierung als Naturpark begründet, Pöttelsdorf ist eine der 13 Naturparkgemeinden

## Wirtschaft und Infrastruktur

### Wirtschaftssektoren
Pöttelsdorf hat schon viele Jahre einen starken Produktionssektor. Stark zugenommen haben die Anzahl der Betriebe und der Erwerbstätigen im Dienstleistungssektor.
| Wirtschaftssektor            | Anzahl Betriebe | Anzahl Betriebe | Erwerbstätige 2) | Erwerbstätige 2) |
| Wirtschaftssektor            | 2011            | 2001            | 2011             | 2001             |
| ---------------------------- | --------------- | --------------- | ---------------- | ---------------- |
| Land- und Forstwirtschaft 1) | 32              | 63              | 24               | 19               |
| Produktion                   | 22              | 11              | 285              | 250              |
| Dienstleistung               | 59              | 35              | 230              | 98               |

1) Betriebe mit Fläche in den Jahren 2010 und 1999, 2) Erwerbstätige am Arbeitsort 
| Die Betriebe in der Gemeinde bieten mehr Arbeitsplätze als Erwerbstätige im Ort wohnen. Es pendeln 262 Pöttelsdorfer zum Arbeiten in andere Gemeinden, aber 441 Menschen aus der Umgebung pendeln nach Pöttelsdorf (Stand 2011). - Straße: Durch den Norden der Gemeinde verläuft die Burgenland Schnellstraße S31. - Eisenbahn: Pöttelsdorf liegt in der Mitte zwischen den Bahnhöfen Mattersburg und Draßburg, jeweils in fünf Kilometer Entfernung. Von Mattersburg gibt es Verbindungen nach Wiener Neustadt, von Draßburg Direktverbindungen nach Wien. | Hier fehlt eine Grafik, die leider im Moment aus technischen Gründen nicht angezeigt werden kann. Wir arbeiten daran! |

## Politik

### Gemeinderat

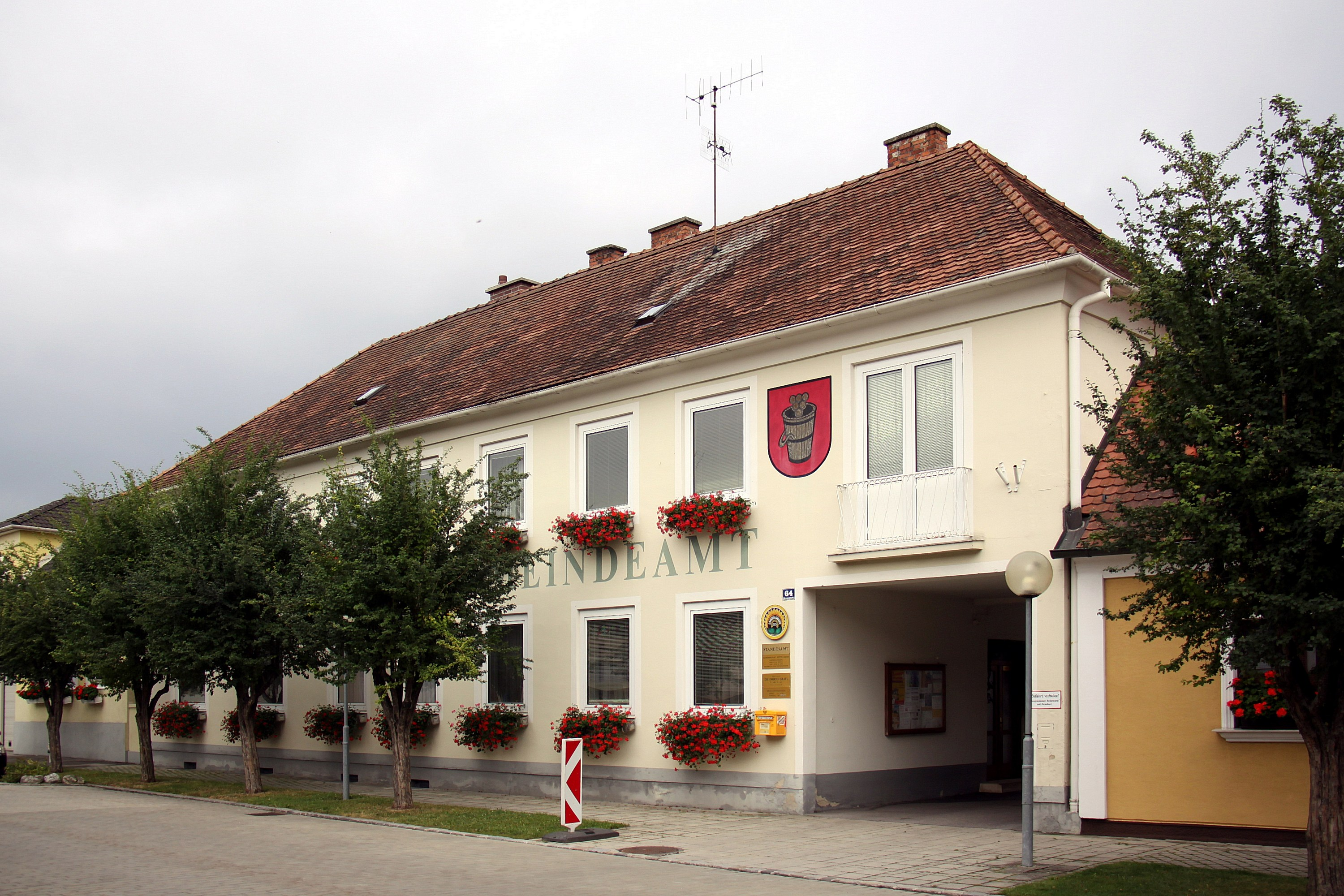
Gemeindeamt Pöttelsdorf; 1960–1961 errichtet

Der Gemeinderat umfasst aufgrund der Einwohnerzahl insgesamt 13 Mitglieder.
| Partei          | 2022             | 2022             | 2022             | 2017             | 2017             | 2017             | 2012             | 2012             | 2012             | 2007             | 2007             | 2007             | 2002             | 2002             | 2002             | 1997             | 1997             | 1997             |
| Partei          | Sti.             | %                | M.               | Sti.             | %                | M.               | Sti.             | %                | M.               | Sti.             | %                | M.               | Sti.             | %                | M.               | Sti.             | %                | M.               |
| --------------- | ---------------- | ---------------- | ---------------- | ---------------- | ---------------- | ---------------- | ---------------- | ---------------- | ---------------- | ---------------- | ---------------- | ---------------- | ---------------- | ---------------- | ---------------- | ---------------- | ---------------- | ---------------- |
| ÖVP             | 334              | 55,48            | 7                | 319              | 58,42            | 8                | 296              | 56,49            | 8                | 275              | 53,19            | 7                | 225              | 48,18            | 7                | 243              | 60,45            | 7                |
| SPÖ             | 268              | 44,52            | 6                | 215              | 39,38            | 5                | 206              | 39,31            | 5                | 227              | 43,91            | 6                | 220              | 47,11            | 6                | 127              | 31,59            | 3                |
| LBL             | nicht kandidiert | nicht kandidiert | nicht kandidiert | 12               | 2,20             | 0                | nicht kandidiert | nicht kandidiert | nicht kandidiert | nicht kandidiert | nicht kandidiert | nicht kandidiert | nicht kandidiert | nicht kandidiert | nicht kandidiert | nicht kandidiert | nicht kandidiert | nicht kandidiert |
| FPÖ             | nicht kandidiert | nicht kandidiert | nicht kandidiert | nicht kandidiert | nicht kandidiert | nicht kandidiert | 22               | 4,20             | 0                | nicht kandidiert | nicht kandidiert | nicht kandidiert | 22               | 4,71             | 0                | 32               | 7,96             | 1                |
| FBL             | nicht kandidiert | nicht kandidiert | nicht kandidiert | nicht kandidiert | nicht kandidiert | nicht kandidiert | nicht kandidiert | nicht kandidiert | nicht kandidiert | 15               | 2,90             | 0                | nicht kandidiert | nicht kandidiert | nicht kandidiert | nicht kandidiert | nicht kandidiert | nicht kandidiert |
| Wahlberechtigte | 738              | 738              | 738              | 684              | 684              | 684              | 647              | 647              | 647              | 620              | 620              | 620              | 574              | 574              | 574              | 491              | 491              | 491              |
| Wahlbeteiligung | 87,53 %          | 87,53 %          | 87,53 %          | 86,70 %          | 86,70 %          | 86,70 %          | 87,94 %          | 87,94 %          | 87,94 %          | 89,19 %          | 89,19 %          | 89,19 %          | 87,46 %          | 87,46 %          | 87,46 %          | 92,06 %          | 92,06 %          | 92,06 %          |

### Gemeindevorstand
Dem Gemeindevorstand gehört neben Bürgermeister Christian Kurz (ÖVP) und Vizebürgermeisterin Eva Schachinger (SPÖ) weiters der geschäftsführende Gemeinderat Christian Lorger (ÖVP) an.
Gemeindekassier ist Roman Bosard (ÖVP) und Umweltgemeinderat ist Wolfgang Pöttschacher (SPÖ).

### Bürgermeister
Bürgermeister ist Christian Kurz (ÖVP). Er trat 2021 die Nachfolge von Rainer Schuber (ÖVP) an, der seit 2006 der Gemeinde vorstand. Bei der Wahl 2022 erreichte er 57,62 Prozent der Stimmen im ersten Wahlgang.

### Chronik der Bürgermeister
| von  | bis | Bürgermeister                                |
| ---- | --- | -------------------------------------------- |
| 1923 |     | Andreas Pöttschacher (Bauernbund)            |
| 1927 |     | Johann Auer (Landbund)                       |
| 1931 |     | Samuel Pauschenwein (Landbund)               |
| 1938 |     | Andreas Pöttschacher (als Gemeindeverwalter) |
| 1945 |     | Samuel Pauschenwein (Landbund)               |
| 1950 |     | Andreas Pöttschacher (Namensliste)           |
| 1967 |     | Andreas Pöttschacher (ÖVP)                   |

| von  | bis  | Bürgermeister            |
| ---- | ---- | ------------------------ |
| 1972 | 1977 | Franz Wrenkh (ÖVP)       |
| 1977 | 1987 | Josef Schmidtbauer (ÖVP) |
| 1987 | 1991 | Manfred Stary (SPÖ)      |

| von       | bis       | Bürgermeister           |
| --------- | --------- | ----------------------- |
| 1991      | 2006      | Gerd Pöttschacher (ÖVP) |
| 2006      | 2021      | Rainer Schuber (ÖVP)    |
| seit 2021 | seit 2021 | Christian Kurz (ÖVP)    |

## Söhne und Töchter der Gemeinde
- Karl Kalchbrenner (1807–1886), ungarischer Mykologe
- Alfred Ratz (1882–1924), Wirtschaftsbesitzer und Politiker
- August Ratz (1878–1946), Weinbauer und Politiker
- Johann Stöger, Landwirt, Nationalsozialist und Mitglied des Burgenländischen Landtages